# Condylostylus radians
Condylostylus radians är en tvåvingeart som först beskrevs av Macquart 1834.  Condylostylus radians ingår i släktet Condylostylus och familjen styltflugor. Inga underarter finns listade i Catalogue of Life.